# Lilia Jerez Arévalo
Lilia María Jerez Arevalo es una abogada, académica y funcionaria pública chilena, que se desempeñó como titular de la Dirección del Trabajo de su país, durante el segundo gobierno de Sebastián Piñera entre 2020 y 2022.

## Biografía

### Formación
Realizó sus estudios superiores en carrera de derecho en la Pontificia Universidad Católica (PUC). Luego, cursó un magíster en derecho con mención en derecho de la empresa y un diplomado en políticas públicas en la misma casa de estudios.

### Carrera académica
Ha sido profesora de derecho colectivo e internacional del trabajo en la Facultad de Derecho de la Universidad Católica.

### Carrera pública
Durante la década de 2000 ejerció como oficial en el Tercer Juzgado del Trabajo de Santiago. Dejó esa función en marzo de 2010, para incorporarse al gobierno de Sebastián como jefa de gabinete de la directora del Trabajo María Cecilia Sánchez, desempeñando el cargo hasta marzo de 2014.
Tras dejar el gobierno, entre abril de 2014 y julio de 2015 ejerció su profesión como abogada de la Inspección Comunal del Trabajo Santiago Norte. Paralelamente sirvió en el sector privado como jefa de relaciones laborales.
Luego de realizarse un concurso de la Alta Dirección Pública (ADP), asumió en agosto del 2018 como jefa del Departamento de Relaciones Laborales de la Dirección del Trabajo (DT).
Seguidamente, por medio del mismo concurso, el 12 de agosto de 2020 —en el marco del segundo gobierno de Sebastián Piñera— fue nombrada como directora de la mencionada institución, asumiendo de forma oficial cinco días después. Abandonó sus labores en marzo de 2022 al iniciarse el gobierno de Gabriel Boric, y en mayo del mismo año pasó a ocupar el puesto de directora de Asuntos Corporativos del estudio jurídico GNP Canales Abogados Laborales, asumiendo como socia de dicha oficina en junio de 2023.